# باستيل (فرقة غنائية)
باستيل (بالإنجليزية: Bastille) هي فرقة غناء روك بريطانية تشكلت في سنة 2010 في لندن، احتلت أغنيتهم أوف ذا نايت المراتب الأولى في المملكة المتحدة.، بدأت المجموعة كمشروع منفرد من قبل المطرب الرئيسي دان سميث، ولكن توسعت في وقت لاحق لتشمل كريس وودز وويليام فاركوارسون وكايل سيمونس ، استُمد اسم الفرقة من يوم الباستيل الفرنسي، الذي يُحتفل به في 14 يوليو، والذي يصادف تاريخ عيد ميلاد مؤسس الفرقة دان سميث.
بعد إطلاقه لأول مرة بشكل مستقل، وقعت الفرقة لسجلات فيرجن. أصبح «باد بلود» أو «الدم السيء» ألبومهم الأول، وصدر في مارس 2013 ودخلوا ضمن ألبومات المملكة المتحدة في المركز الأول. تم ترشيح الفرقة لأربع جوائز بريت في حفل عام 2014، اعتباراً من نوفمبر 2014، باعت باستيل أكثر من خمسة ملايين تسجيل في الولايات المتحدة و 2.5 مليون تسجيل في المملكة المتحدة.

## روابط خارجية
- باستيل على موقع IMDb (الإنجليزية)
- باستيل على موقع ميوزك برينز (الإنجليزية)
- باستيل على موقع أول ميوزيك (الإنجليزية)
- باستيل على موقع ديسكوغز (الإنجليزية)